# شلدفلوي
شلدفلوي (بالإنجليزية: Schildflue)‏ هو أحد جبال سلسلة جبال الألب سيلفريتا ويقع في كانتون غراوبوندن في سويسرا. يحتل المرتبة رقم 248 في قائمة جبال سويسرا من حيث الارتفاع، إذ يبلغ ارتفاعه حوالي 2887 متر، بينما يبلغ ارتفاع نتوء الجبل 333 متر.